# Sommer-Paralympics 2008/Teilnehmer (Peru)
| stlisierte Goldmedaille | stlisierte Silbermedaille | stlisierte Bronzemedaille |
| ----------------------- | ------------------------- | ------------------------- |
| —                       | —                         | —                         |

Peru trat mit drei Athleten zu den Sommer-Paralympics 2008 im chinesischen Peking an.
Fahnenträger war Jose Gonzales-Mugaburu.

## Teilnehmer nach Sportarten

### Powerlifting (Bankdrücken)
Männer
- Niel Garcia Trelles

### Schwimmen
Männer
- Jimmy Eulert
- Jose Gonzales-Mugaburu